# Lepidopora clavigera
Lepidopora clavigera is een hydroïdpoliep uit de familie Stylasteridae. De poliep komt uit het geslacht Lepidopora. Lepidopora clavigera werd in 1986 voor het eerst wetenschappelijk beschreven door Cairns. 